# Erica holosericea
Erica holosericea är en ljungväxtart som beskrevs av Richard Anthony Salisbury. Erica holosericea ingår i släktet klockljungssläktet, och familjen ljungväxter. Utöver nominatformen finns också underarten E. h. parviflora.